# Bornholm

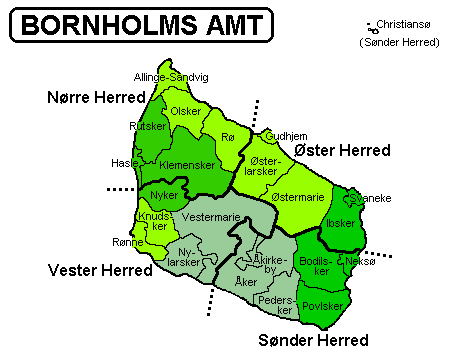
Bornholm med kommuner före 2003 (grön) och Ärtholmarna (Christiansø).

Bornholm (danskt uttal: [b̥ɒːnˈhʌlˀm]) är en dansk ö i södra Östersjön, belägen 40 km sydost om Skåne och cirka 170 km från Köpenhamn, mellan 54°59' och 55°17' nordlig bredd samt 14°41' och 15°9' östlig längd. Den har en areal på 588 km² och har 38 966 invånare 
(2023).
Bornholm utgör en kommun med namnet Bornholms regionskommune. Den bildades den 1 januari 2003 genom sammanläggning av fem tidigare kommuner och amtskommunen. 1 januari 2007 blev regionkommunen en av 29 kommuner i Region Hovedstaden. Regionen driver Bornholms Hospital, medan staten driver Bornholms gymnasium och övriga ungdomsutbildningar, bland annat sjuksköterskeutbildningen.
Av invånarna bor drygt 70 procent i tätorter, av vilka de största är Rønne (centralort), Nexø, Aakirkeby, Allinge-Sandvig och Hasle. Bornholm har färjeförbindelse med Ystad i Sverige, Køge i Danmark och Sassnitz i Tyskland.

## Historia
Huvudartikel: Bornholms historia

Bornholms inofficiella flagga

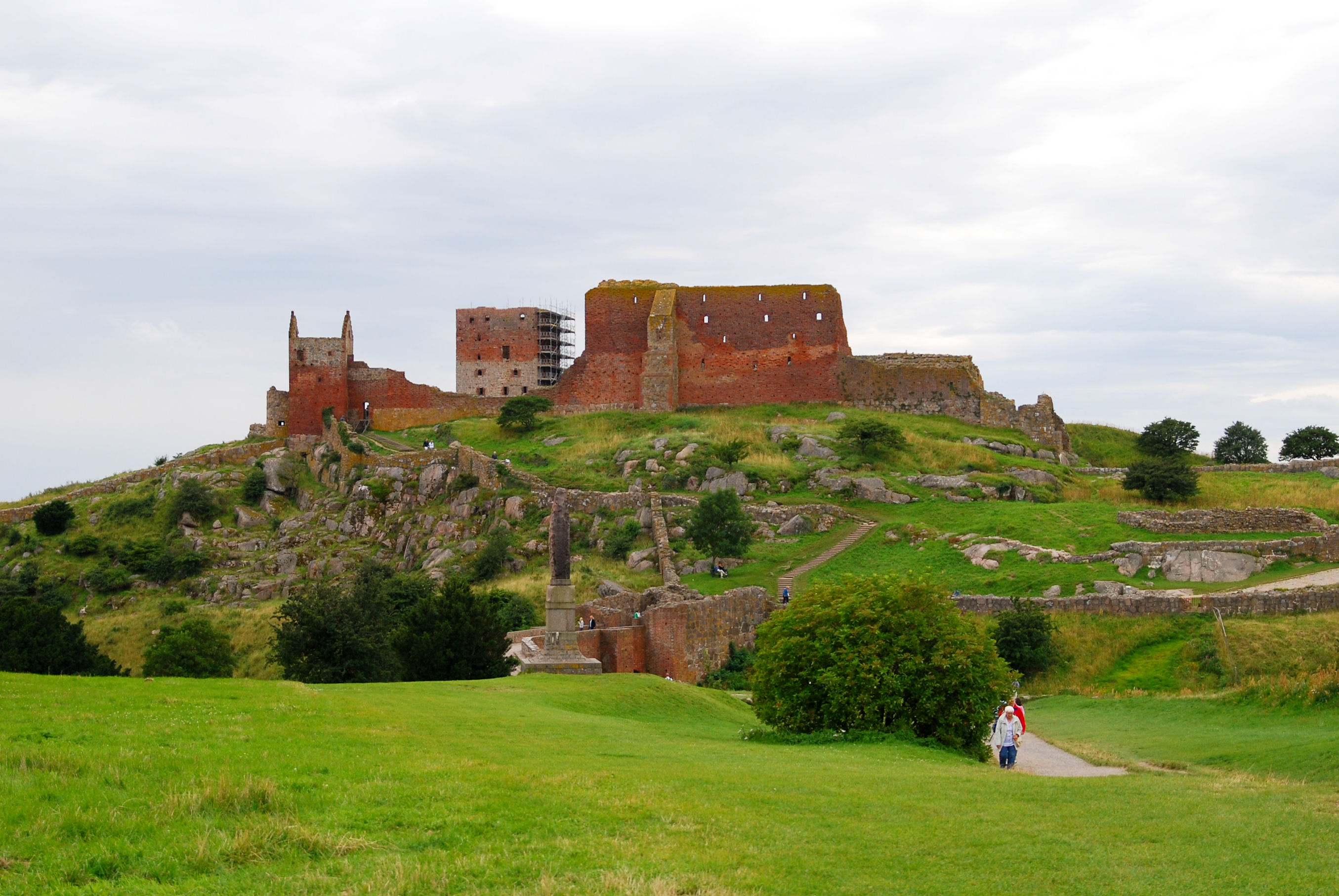
Borgruinen Hammershus.

Ön tillhörde Danmark sedan länge men övergick till Sverige 1658 genom freden i Roskilde. De svenska styrkor som kom till ön mötte dock hårt motstånd. Efter svenskarnas misslyckande att erövra Köpenhamn i nästa svensk-danska krig återgick Bornholm till Danmark genom freden i Köpenhamn 1660.
Under andra världskriget var Bornholm ockuperat av Tyskland. Tyskarna planerade att bygga två landfasta kanoner på ön av samma typ som används på större pansarkryssare. Dessa kanoner skulle helt blockera farvattnen både söder och norr om ön. Kanonerna blev aldrig färdiga, men enorma betongfundament finns kvar i skogen vid Dueodde.
I slutskedet av kriget var Bornholm fortfarande ockuperat efter att övriga Danmark befriats av allierade trupper. Den tyska krigsmakten höll sig kvar in i det sista för att säkra en flyktväg för civila från östfronten. De baltiska soldater som flydde till Sverige men senare utlämnades till Sovjetunionen av den svenska regeringen (baltutlämningen) hade till stor del kommit via denna flyktväg.
Vid krigets slut vägrade den tyske kommendanten att kapitulera till Sovjetunionen, eftersom han visste att de allierade hade kommit överens om att det var Storbritannien som skulle befria Danmark. Bornholm var därmed inte befriat den 5 maj 1945 som övriga Danmark. Sovjetunionen bombade därför städerna Rønne och Nexø den 7 och 8 maj 1945. De första sovjetiska trupperna landsteg på eftermiddagen den 8 maj 1945. Några få timmar senare skedde Tysklands totala kapitulation som trädde i kraft vid midnatt 8–9 maj 1945. De sista sovjetiska soldaterna lämnade Bornholm först den 5 april 1946.
I november 2017 beslutade Forsvarets Efterretningstjeneste i Danmark att bygga ett 85 meter högt torn nära Østermarie, nästan lika stort som Frihetsgudinnan, för att avlyssna radiokommunikation över Östersjön och i delar av Ryssland.

## Demografi
De största samhällena på Bornholm ligger vid kusten och har egna hamnar – med ett undantag: Aakirkeby (som dock har en hamn vid Boderne). Det största samhället på ön är Rønne och sedan följer Nexø, Hasle, Sandvig, Allinge, Gudhjem och Svaneke.
Bornholms samhällen efter folkmängd den 1 januari 2014:
| Ort             | Invånare |
| --------------- | -------- |
| Rønne           | 13.568   |
| Nexø            | 3.686    |
| Aakirkeby       | 2.052    |
| Hasle           | 1.644    |
| Allinge-Sandvig | 1.633    |
| Svaneke         | 1.059    |
| Tejn            | 959      |

| Ort        | Invånare |
| ---------- | -------- |
| Gudhjem    | 712      |
| Snogebæk   | 706      |
| Nyker      | 693      |
| Klemensker | 654      |
| Muleby     | 541      |
| Østermarie | 483      |
| Årsdale    | 431      |

| Ort         | Invånare |
| ----------- | -------- |
| Lobbæk      | 361      |
| Østerlars   | 249      |
| Vestermarie | 245      |
| Pedersker   | 242      |
| Balka       | 229      |
| Listed      | 226      |
| Nylars      | 215      |

## Befolkningsutveckling

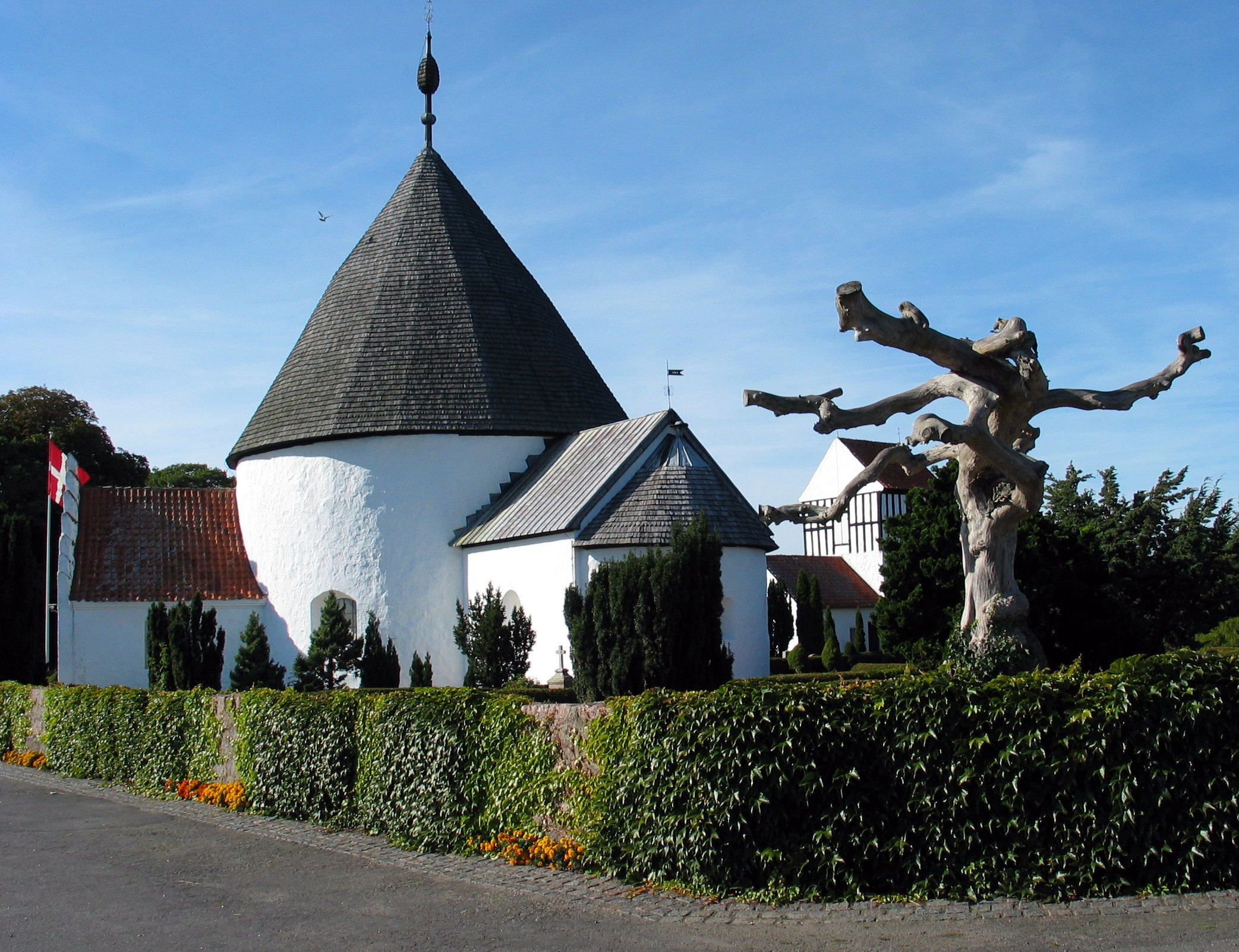
Nyker rundkyrka på Bornholm.

| - 1850 – 27 927 - 1901 – 40 889 - 1950 – 48 134 - 1970 – 47 239 - 1971 – 47 241 - 1972 – 47 033 - 1973 – 46 964 - 1974 – 47 035 - 1975 – 47 017 - 1976 – 47 126 - 1977 – 47 207 - 1978 – 47 342 | - 1979 – 47 605 - 1980 – 47 780 - 1981 – 47 499 - 1982 – 47 357 - 1983 – 47 313 - 1984 – 47 243 - 1985 – 47 164 - 1986 – 47 039 - 1987 – 46 839 - 1988 – 46 642 - 1989 – 46 105 - 1990 – 45 900 | - 1991 – 45 690 - 1992 – 45 541 - 1993 – 45 224 - 1994 – 45 067 - 1995 – 44 936 - 1996 – 45 196 - 1997 – 45 018 - 1998 – 44 786 - 1999 – 44 529 - 2000 – 44 337 - 2001 – 44 126 - 2002 – 44 197 | - 2003 – 43 956 - 2004 – 43 673 - 2005 – 43 347 - 2006 – 43 245 - 2007 – 43 040 - 2008 – 42 817 - 2009 – 42 563 - 2010 – 42 255 - 2011 – 41 802 - 2017 - 39 695 - 2018 - 39 632 - 2020 - 39 499 |

| Källa: statistikbanken.dk Statistical Yearbook 2009: Area and population. Regions and inhabited islands |

## Galleri

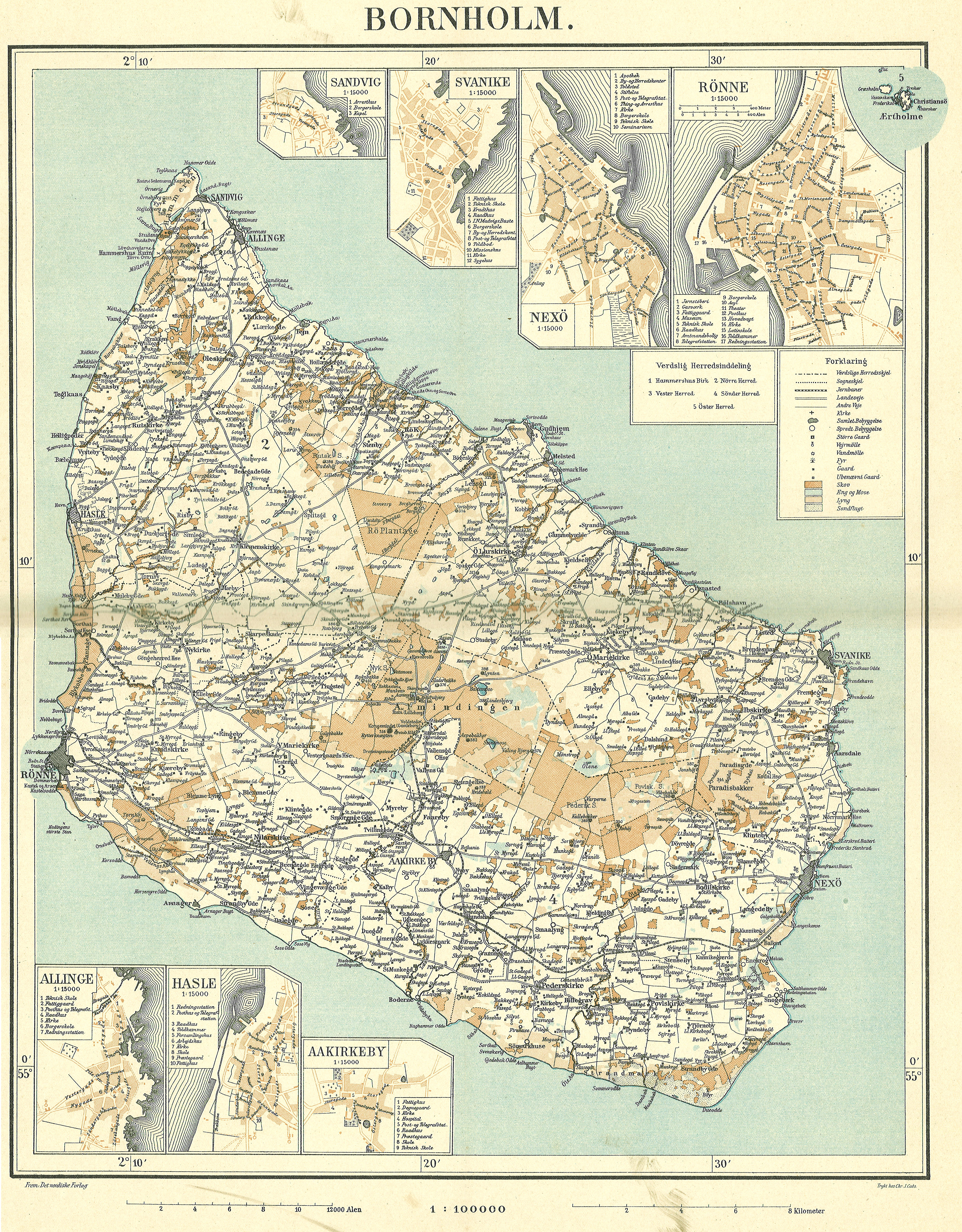
Karta över Bornholm från 1900.
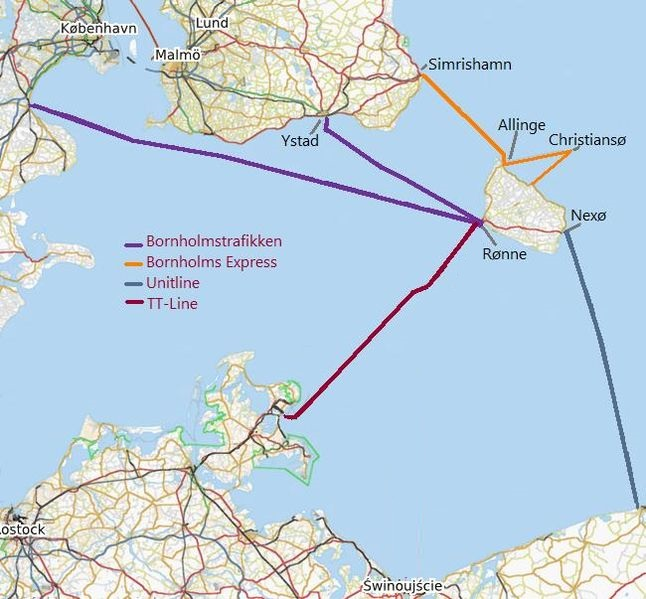
Båtförbildelser.
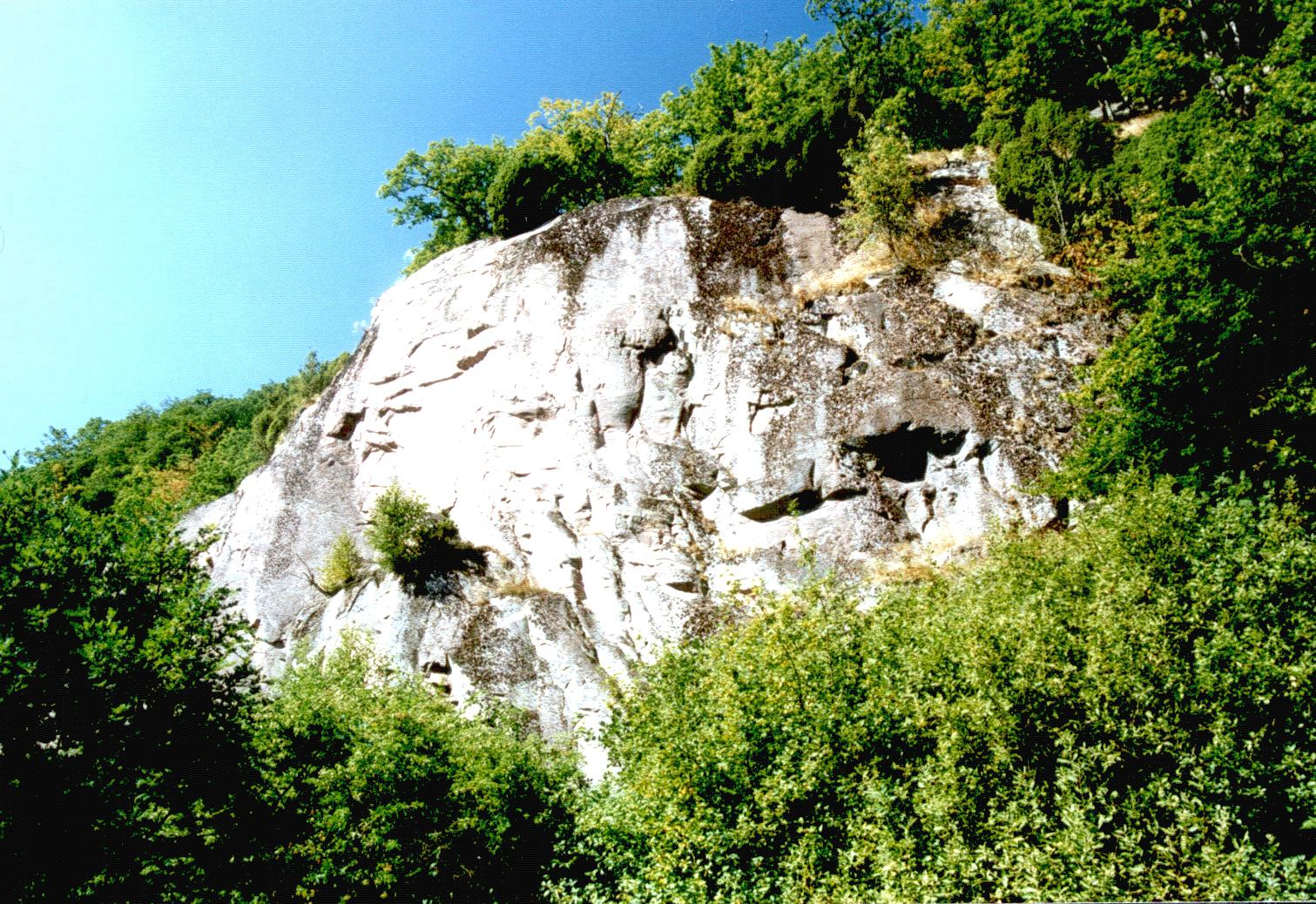
Ekkodalen.
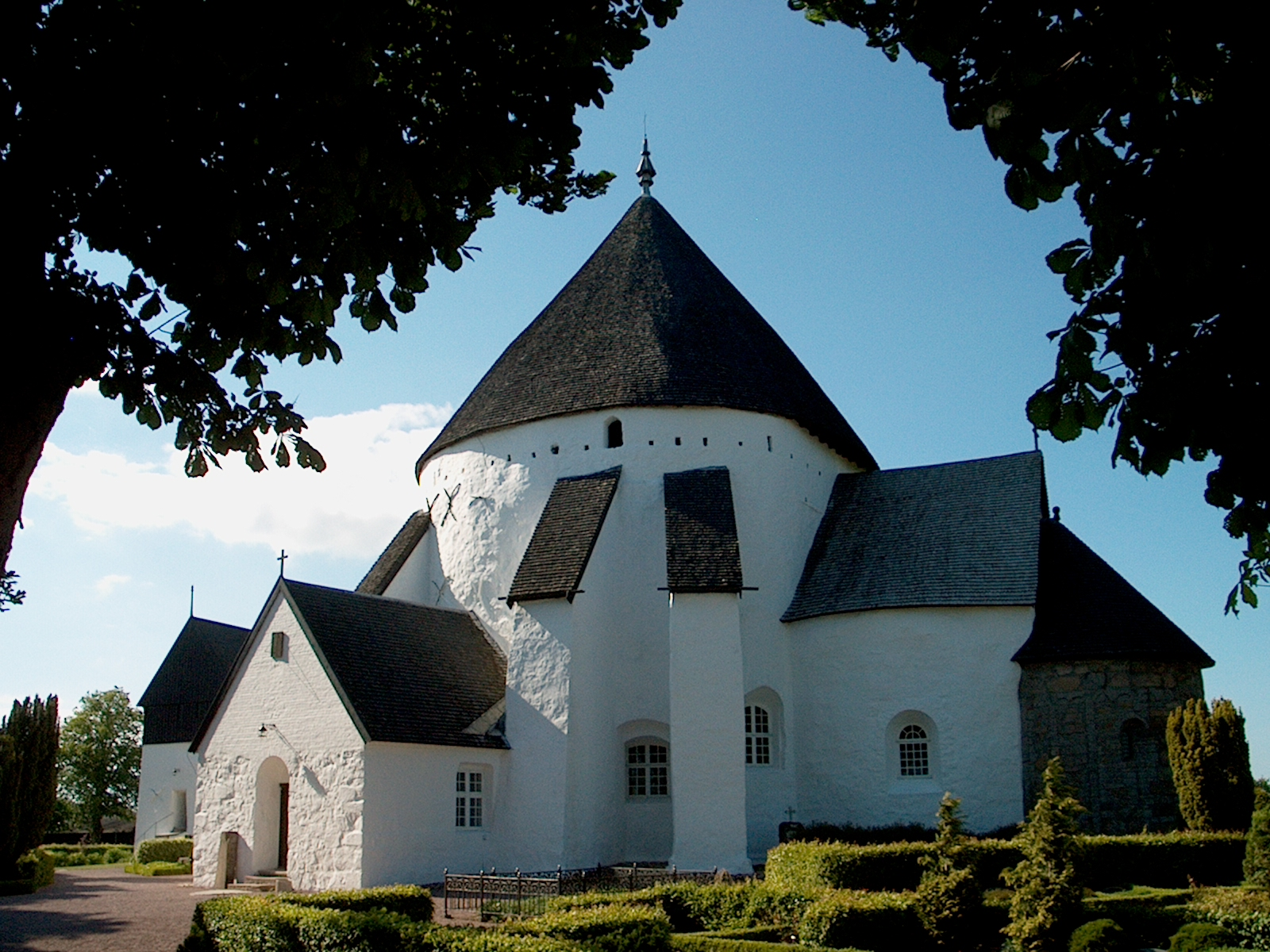
Østerlars kyrka.
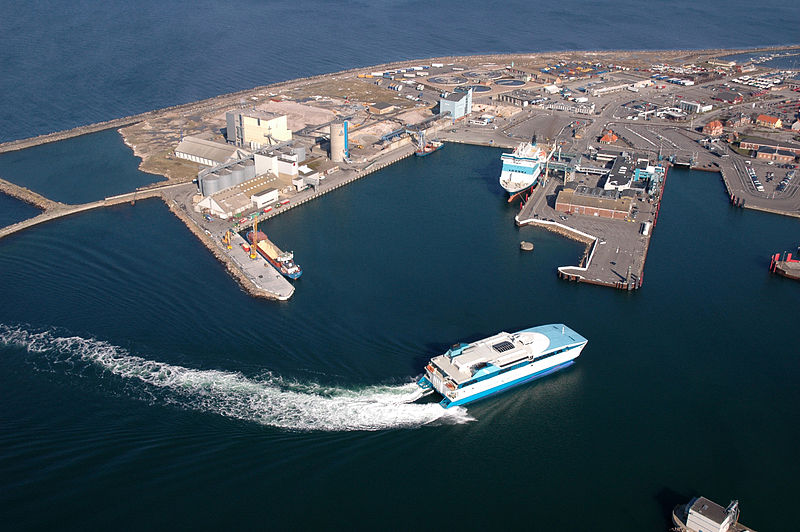
Rönnes hamn.
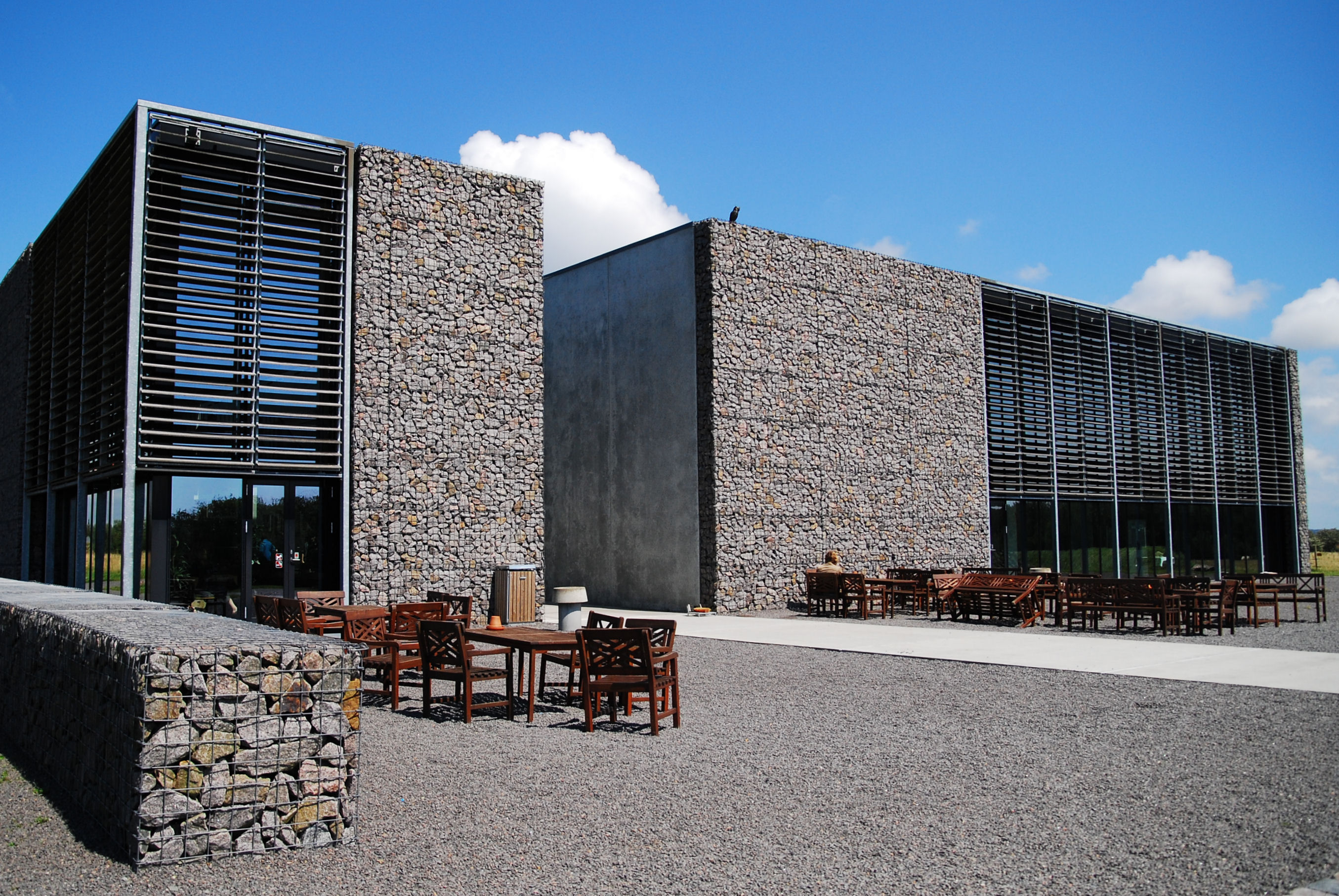
Natur Bornholm i Aakirkeby.

## Kända personer från Bornholm
- Michael Ancher, konstnär
- Martin Andersen Nexø, författare
- Johan Peter Andreas Anker, officer
- Klaus Bondam, skådespelare
- Magnus Cort, tävlingscyklist
- Aura Dione, artist
- Mogens Glistrup, politiker
- Vilhelm Grønbech, historiker
- Vilhelm Herold, sångare
- Oluf Høst, konstnär
- Lisbet Jakobsen, roddare
- Flemming Kofod-Svendsen, minister
- Allan Kuhn, tränare
- Johan Nicolai Madvig, filologist
- Gustaf Munch-Petersen, författare
- Johanne Münter, kvinnosaksaktivist
- Peter Ludvig Panum, patolog
- Peter Schousboe, botaniker
- Gertrud Vasegaard, keramiker
- Kristian Zahrtmann, konstnär

## Geografi
Bornholm bildar en sned fyrkant, vars största längd, från norr (Hammeren) till söder (Dueodde), är 40 kilometer och vars största bredd, från väster (Rønne) till öster (Nexø), är 28 kilometer.
Mitt på ön utbreder sig Højlyngen, en 74 meter hög, vågig och med djupa rämnor genomskuren, förut ljungbevuxen, hed. Den högsta toppen på Bornholm är Rytterknægten som reser sig 162 meter över havet. Vid dess fot ligger Ravnebakke, 142 meter. Sydöst om Højlyngen ligger Paradisbakkerne, 113 meter. Deras yttersta utlöpare, Slamrebjerg, ligger nära Neksø. I Bornholms nordligaste del ligger Slotslyngen, och ut mot havet Slotsbanken, på vilken Hammershus är byggt. Under denna går en djup grotta, den så kallade ”vaade ovn”, som har en längd av 36 meter. Söder härom är Kingebakke 93 meter hög med den skarpa sluttningen ned till klippan Jons kapel. Längre norrut ligger Hammeren, vars största höjd, Stejlebjærg, är 80 meter.
På östsidan, norr om Gudhjem, ligger ett av Bornholms vackraste partier, Helligdomsklipperne. Med lodräta väggar stupar de i havet, och där finns det både ”en vaad” och ”en tör ovn”, liksom under Hammershus. Söder om Gudhjem finns en annan hög och brant klippa, Randkløven, som klyvs itu av en bred rämna. På ön finns många små vattendrag, som delvis banar sig väg i djupa, trånga dalar, samt ett fåtal sjöar. Klimatet på Bornholm skiljer sig från det övriga Danmarks genom att somrarna är lite mindre varma och vintrarna något mildare. Djur- och växtvärlden bjuder på en hel del egendomligheter. Jordmånen är på Bornholm mindre fruktbar än på de andra danska öarna, men är likväl något överlägsen Jyllands fruktbaraste nejder.
Bornholm är Danmarks enda berglandskap. Det utgör fortsättning av den höjdsträckning som i sydöstlig riktning går genom Skåne, och liknar i fysiskt avseende detta landskap. Urberget är en rödaktig gnejsgranit med gångar av fältspat och afanit. Det når ofta upp till ytan i öns norra och östra del och är då bevuxet med ljung eller gräs, men täcks för övrigt av lera eller sand. Det sträcker sig till en linje från Rønne till Nexø över Aakirkeby. Dess södra kant är 60 meter hög, men härifrån sänker sig landet ned mot havet. I södra delen av ön (en fjärdedel av Bornholm) är urberget täckt dels av sandsten eller gröna skiffrar (från den kambriska tiden), dels ännu sydligare av en mörk kalksten (från den siluriska tiden). Slutligen finns längs västra kusten några mindre formationer tillhörande jura- och kritsystemen.
Öns största ort är Rønne, övriga större orter, räknade medurs, är Hasle, Allinge, Sandvig, Gudhjem, Svaneke och Nexø.

## Sevärdheter
På Bornholm finns fyra rundkyrkor: Ny Kirke, Nylars Kirke, Sankt Ols Kirke och Østerlars Kirke. Fyra andra kyrkor är byggda av bornholmsk marmor.

## Järnväg
Bornholm har haft ett smalspårigt järnvägsnät. De Bornholmske Jernbaner lades ned 1968. Stora delar av banvallen är idag cykelväg. Bornholms Jernbanemuseum finns idag på Strandvejen 8 i Nexø.